# Zwarte Berg (Hoogeloon)

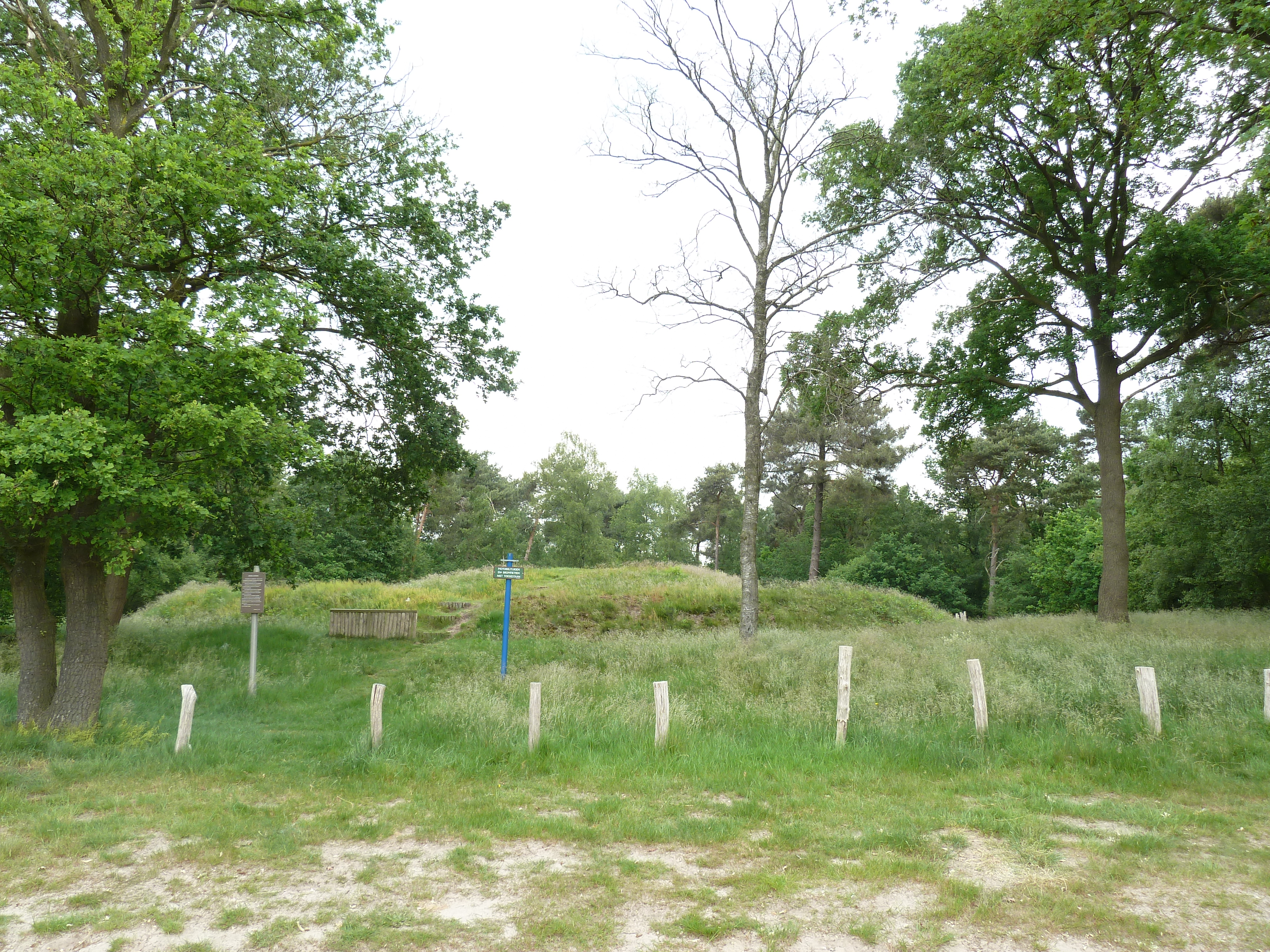
Zwarte Berg

Der Zwarte Berg (deutsch „der Schwarze Berg“) von Hoogeloon (auch Kabouterberg oder Smousenberg genannt) ist ein Grabhügel der bronzezeitlichen Hilversum-Kultur (etwa 1500 v. Chr.). Er liegt an der Groenstraat, nördlich von Hoogeloon in Bladel an der Grenze zu Belgien in der niederländischen Provinz Nordbrabant und ist einer der größten Grabhügel der Niederlande.
In den 1980er Jahren wurden der Grabhügel, ein römisches Gräberfeld und das Fragment einer Römerstraße untersucht.
Der Grabhügel wurde von den Trägern der Hilversum-Kultur aus Heideplaggen errichtet. Er wurde ursprünglich von einem Graben, einer Mauer und einem zweiten Graben umgeben. Später wurden am Hügel Veränderungen vorgenommen. Er ist von einem hufeisenförmigen Pfahlkranz mit der Öffnung nach Nordosten umgeben. In der Richtung liegt ein kleinerer Hügel, der in der Mitte einen, von einem Kranz kleiner Pfähle umgebenen Pfahl hatte. Solche Hügel sind denen der britischen Wessex-Kultur ähnlich und gelten als Beleg für eine Migration.
Die verbrannten Überreste eines Toten wurden gefunden. Der Verstorbene erhielt als Grabbeigabe eine Bronzeaxt.

Der Zwarte Berg
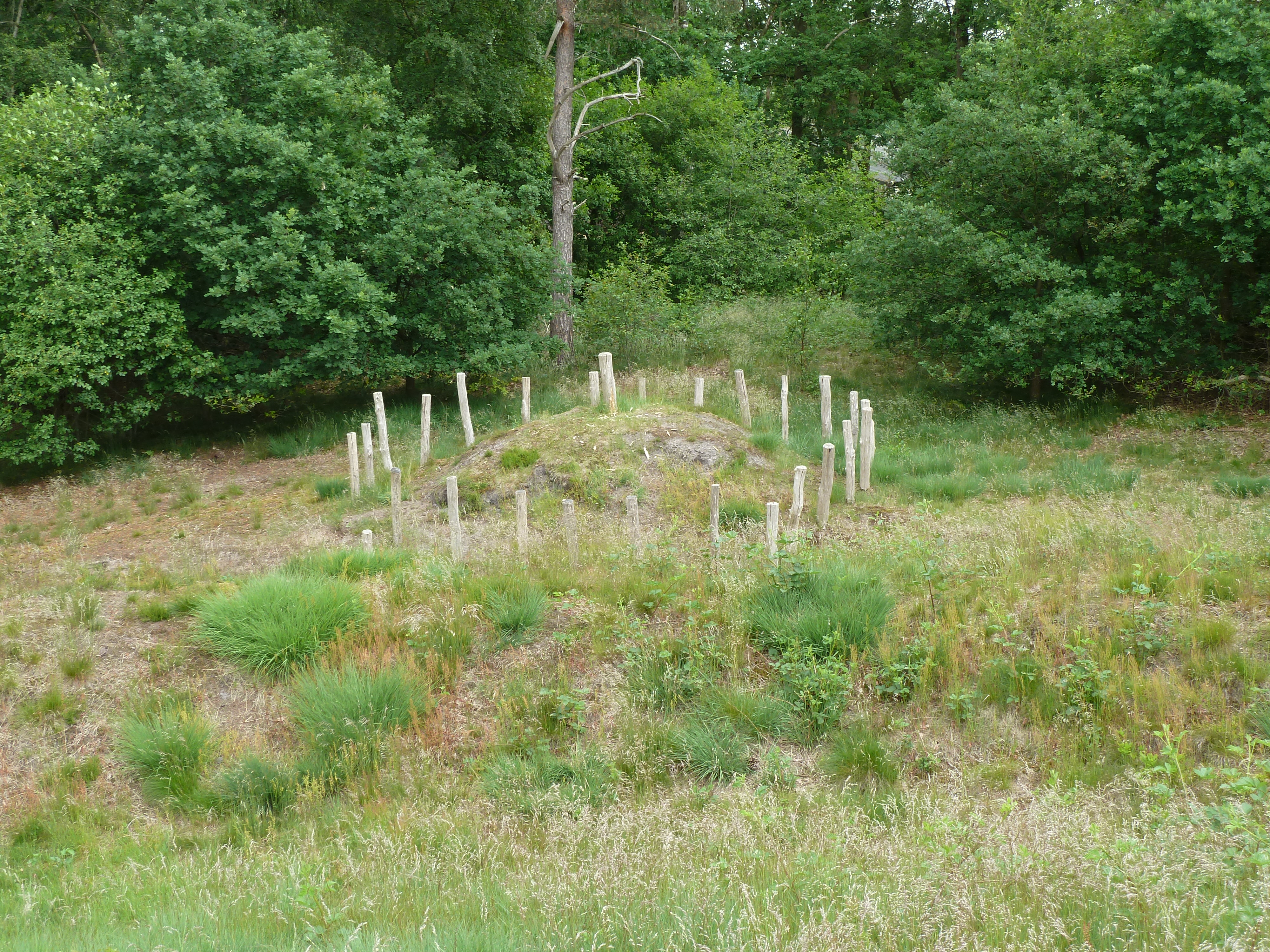
Der Zwarte Berg
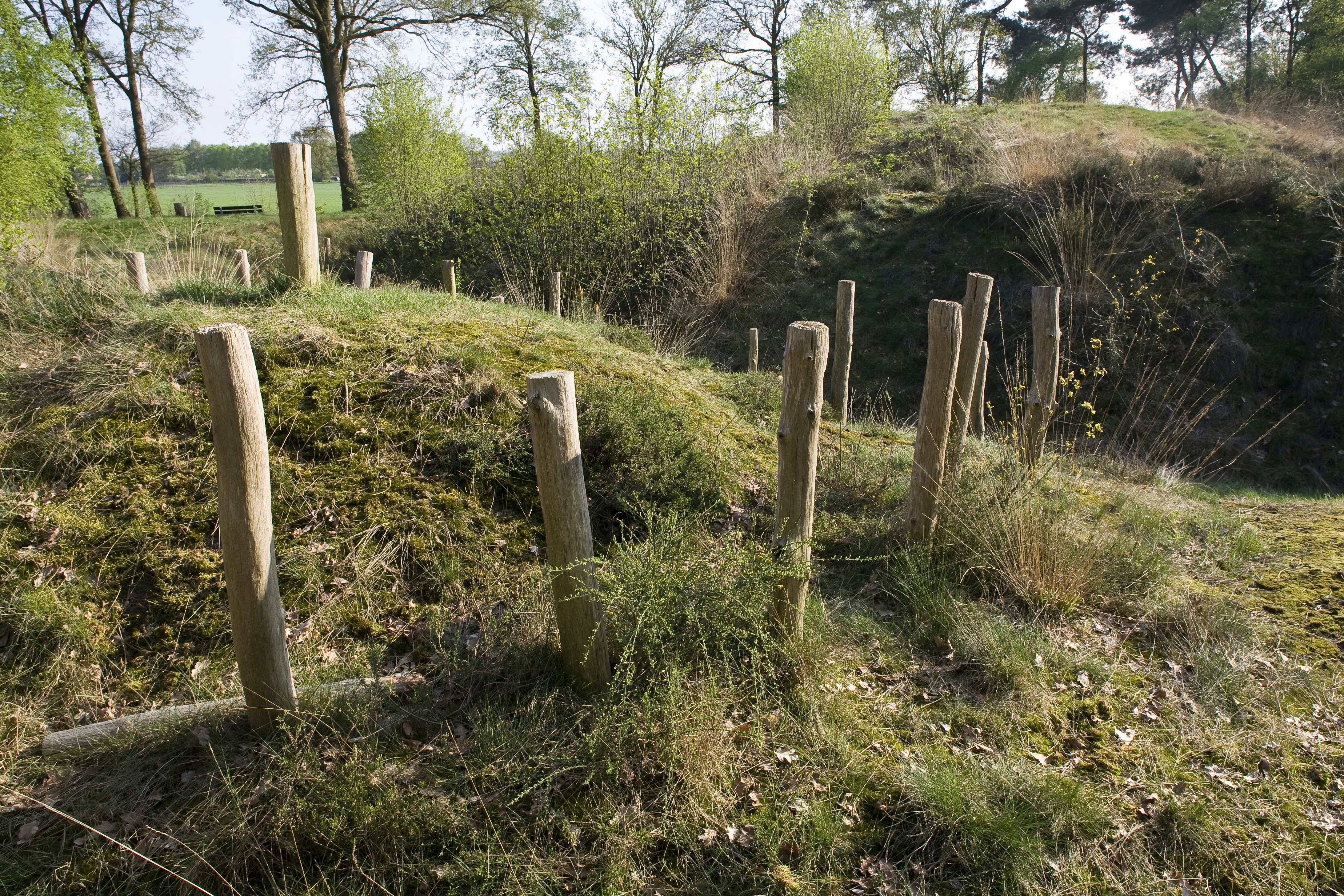
Der kleine Hügel
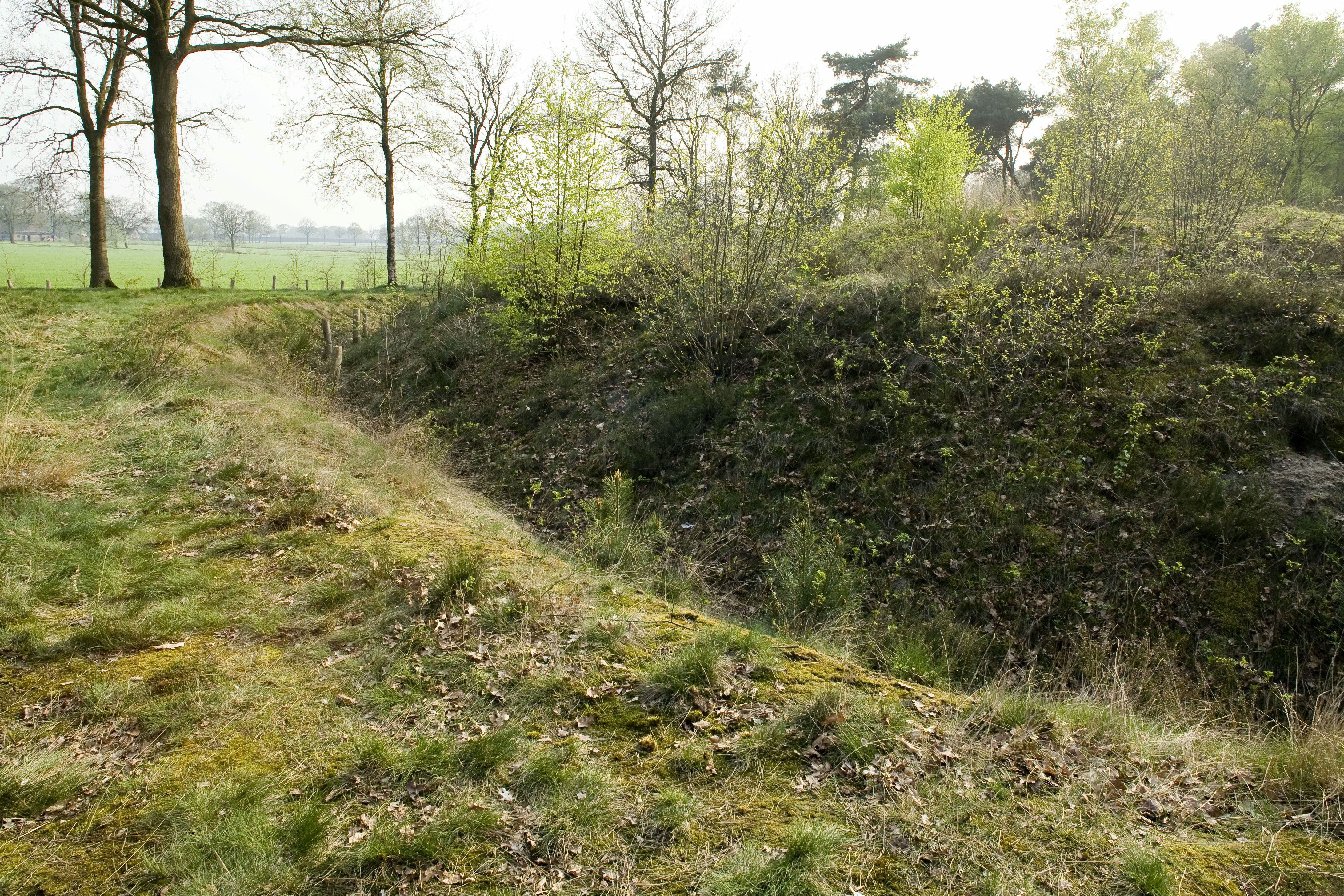
Der Graben
rot: Grabhügel blau: Urnenfelder in den Niederlanden

Der Gnomenkönig Kyrië lebte der Überlieferung zufolge auf dem Kabouterberg.
Der Grabhügel ist ein Nationaldenkmal.